# Afganistanski afgani
Afganistanski afgani, perzijski: افغانۍ, (ISO 4217: AFN) je valuta Afganistana. Dijeli se na 100 pula.
Prvi afgani (ISO 4217: AFA) je predstavljen 1925. godine, a zamijenio je dotadašnju rupiju u omjeru 1.1 rupija za 1 afgani. 1936. tečaj afganija je vezan za indijsku rupiju u omjeru 4 afganija za 1 rupiju. Od 1940. i sljedećih 50 godina tečaj se vezivao uz američki dolar. Od 1992. tečaj slobodno fluktuira. 
Novi afgani (ISO 4217: AFN), koji je trenutno u optjecaju je predstavljen 2002. godine. U gotovinskom platnom prometu nalaze se kovanice od 1, 2 i 5 afganija i novčanice od 1, 2, 5, 10, 20, 50, 100, 200, 500 i 1000 afganija. Kovanice pula nisu iskovane. Izdaje ih središnja banka Afganistana.

## Vanjske poveznice
- Središnja banka Afganistana[neaktivna poveznica]